# Carril bus

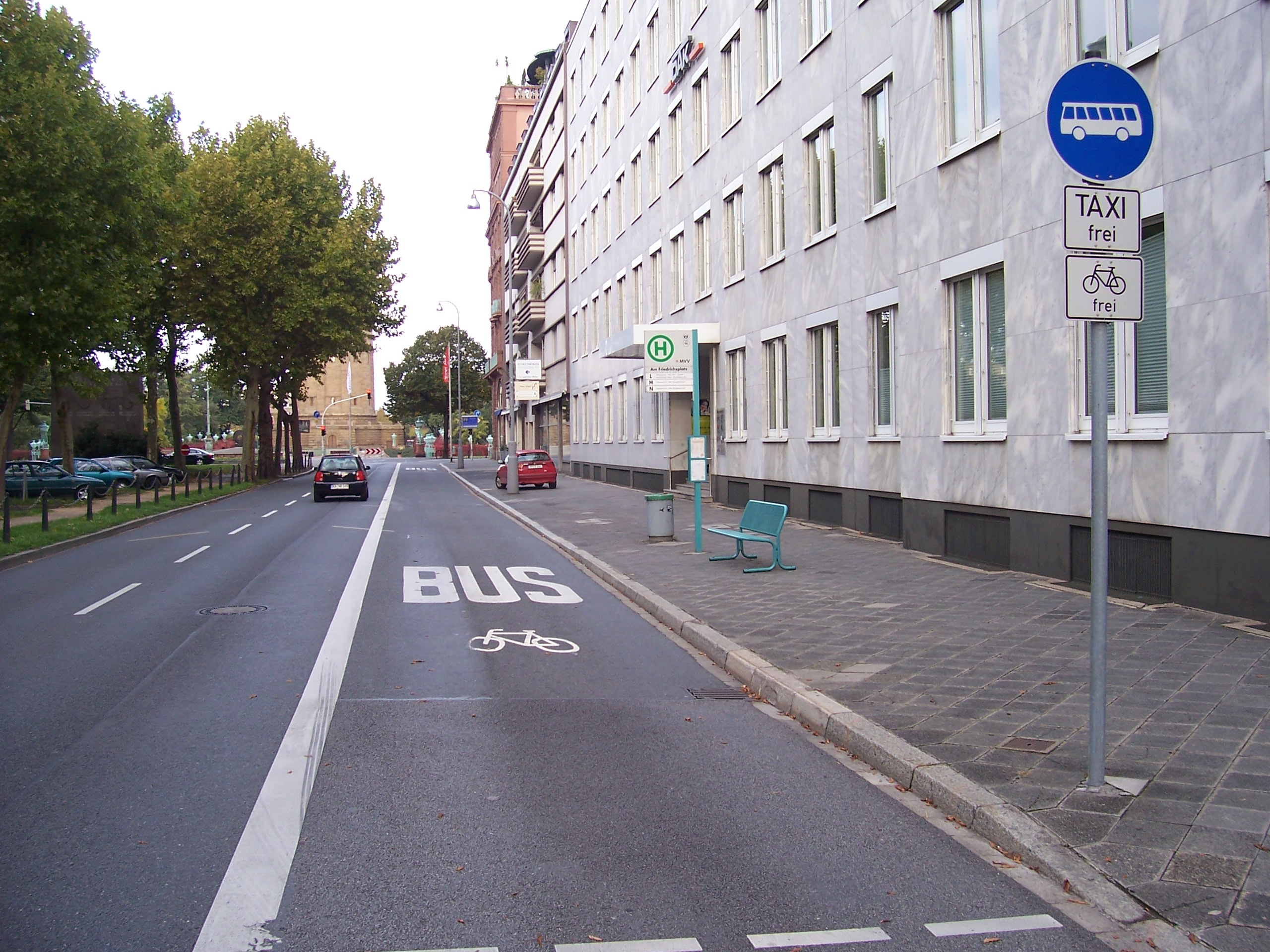
Carril bus en la ciudad de Mannheim en Alemania.

Carril bus en Nueva York.

Un carril bus es un carril en una carretera pública, a veces separada por barreras, que permita a los autobuses avanzar aunque haya mucho tráfico o incluso un atasco de tráfico. El uso de un carril bus suele estar permitido exclusivamente a los vehículos de alta ocupación. Aunque también puede llegar a estarlo a bicicletas o patinetes eléctricos.